# Bambi Harper
Anna María Lammoglia, conocida como Bambi Harper (Manila, 10 de enero de 1941-5 de agosto de 2023), fue una historiadora, escritora, funcionaria y socialité filipina.

## Biografía
Nació el 10 de enero de 1941 en Manila. Su hermano Umberto fue un escritor y traductor español-inglés.
Estudió Historia en la Universidad de Santo Tomás. Fue miembro fundadora de la Fundación de Museos de Filipinas, así como de Sociedad de Conservación del Patrimonio de Filipinas. También escribió como columnista del Philippine Daily Inquirer con su firma "Sense and Sensibility", que se centró en la historia cultural de Filipinas. En 2008, se convirtió en la séptima administradora del distrito histórico de Intramuros en Manila.
Falleció el 5 de agosto de 2023 a los 82 años, en Manila.